# Station Loppersum
Station Loppersum is het spoorwegstation in het Groninger dorp Loppersum aan de spoorlijn Groningen - Delfzijl. Het station werd geopend op 15 juni 1884.
De lijn Groningen – Delfzijl werd aangelegd door de Staatsspoorwegen. Voor deze lijn, en voor de in dezelfde periode aangelegde spoorlijn Leeuwarden - Stavoren, werd een nieuw stationstype ontworpen. Dit Standaardtype Loppersum is vernoemd naar station Loppersum. Van de oorspronkelijk negen stations van dit type is dat van Loppersum het enige dat bewaard is gebleven. De andere acht zijn afgebroken.
In september 2006 werd door NS Stations aangekondigd dat het gebouw geveild zou worden. Dat is niet doorgegaan. In 2009 werd het pand enkele maanden door krakers bewoond. Sinds september 2009 wordt het verhuurd aan lokale ondernemers die het pand na renovatie onderverhuren als verzamelkantoor.

## Verbindingen
Station Loppersum wordt bediend door de volgende treinseries:
| Serie      | Treinsoort         | Route                                                  | Bijzonderheden |
| ---------- | ------------------ | ------------------------------------------------------ | --- |
| 37700 RS 5 | Stoptrein (Arriva) | Groningen – Loppersum – Delfzijl                       | Rijdt alleen op zondag. |
| 37800 RS 7 | Stoptrein (Arriva) | Delfzijl – Loppersum – Groningen – Zuidbroek – Veendam | Op zondag wordt één keer per uur gereden tussen Groningen en Veendam. Tussen Delfzijl en Groningen rijdt dan stoptrein 37700. |

## Voorzieningen
Het station beschikt over een fietsstalling, fietskluizen en een informatie- en SOS-praatpaal.

## Afbeeldingen

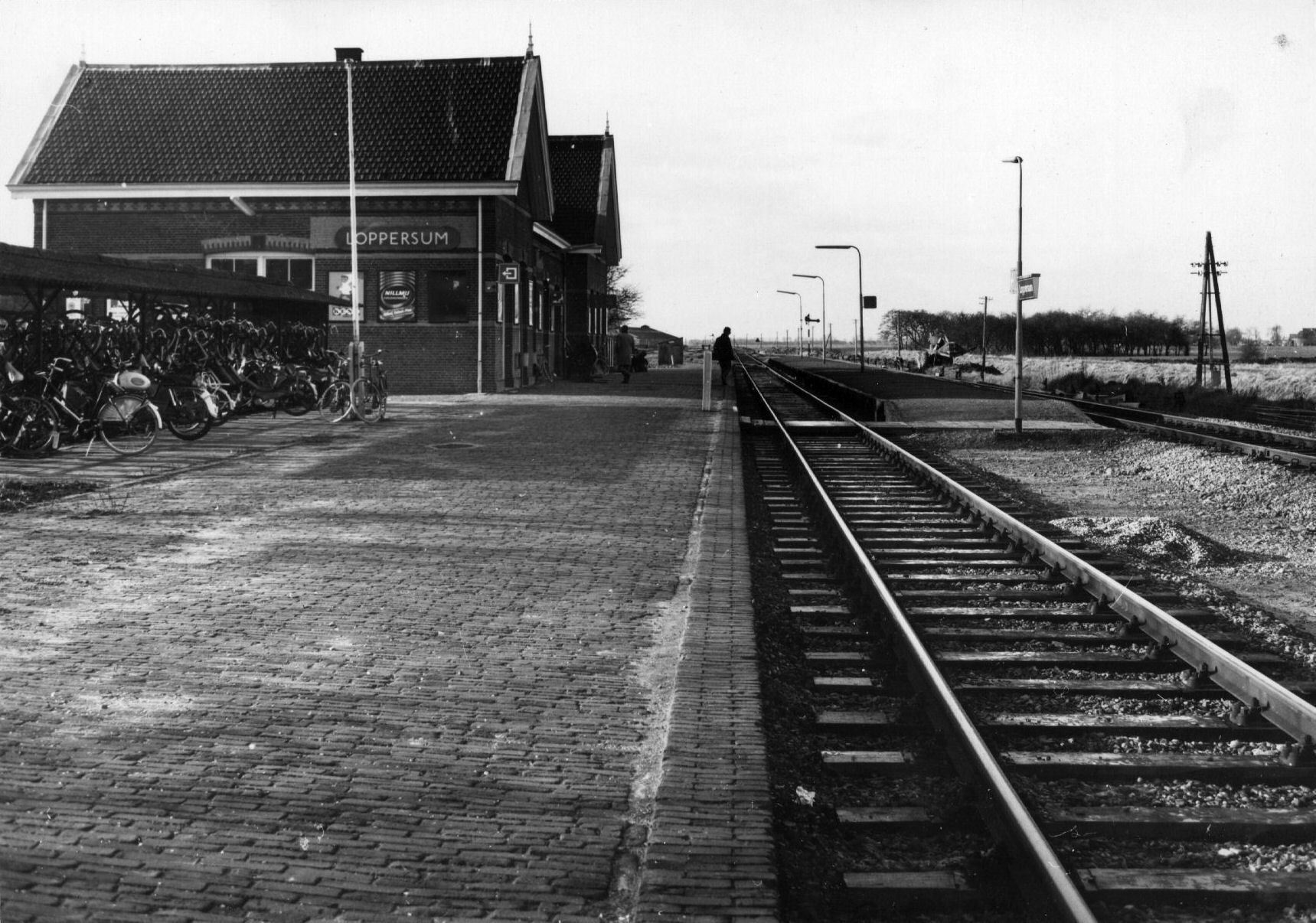
Stationsgebouw met perron in 1970
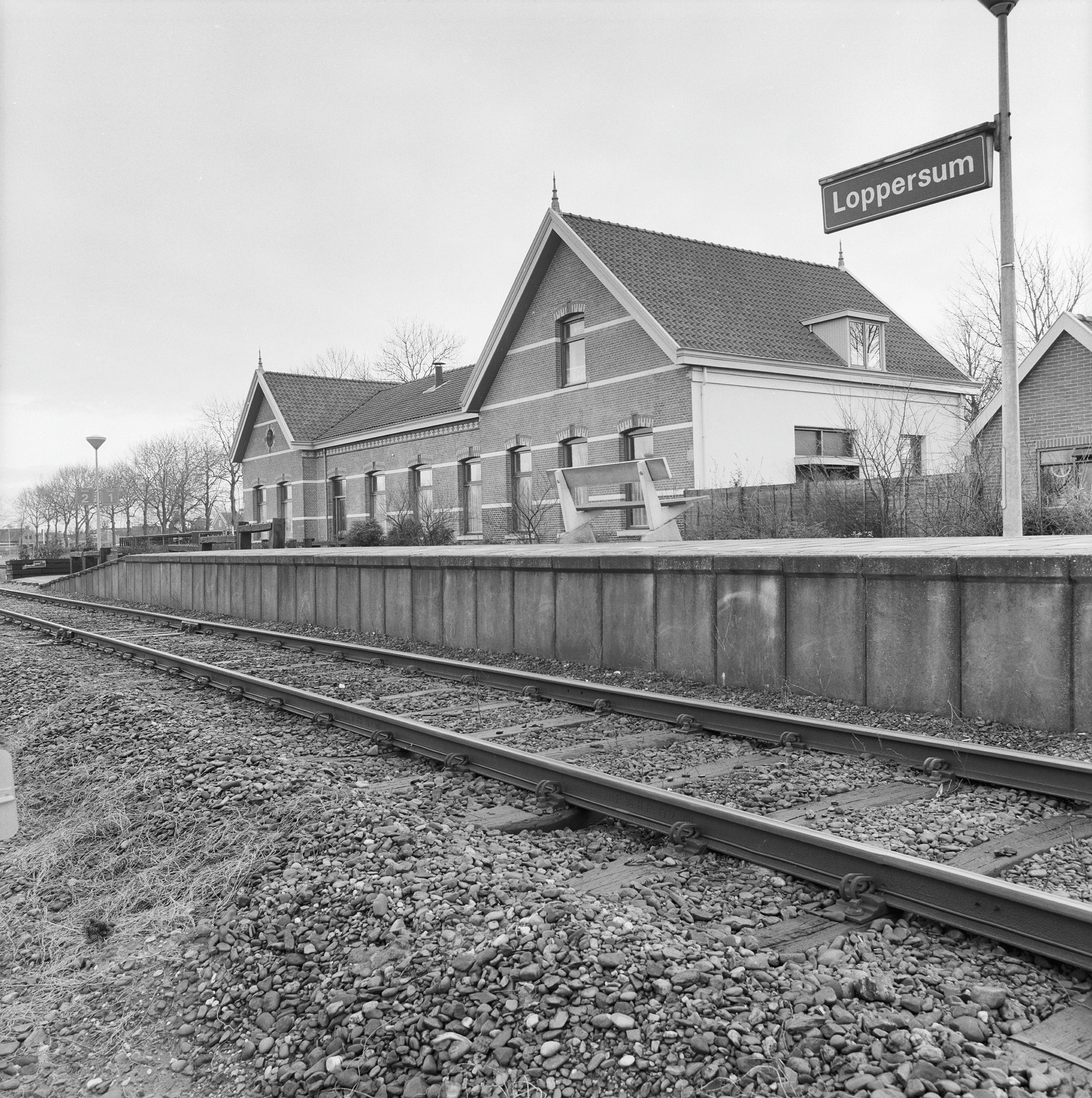
Het station in 1986
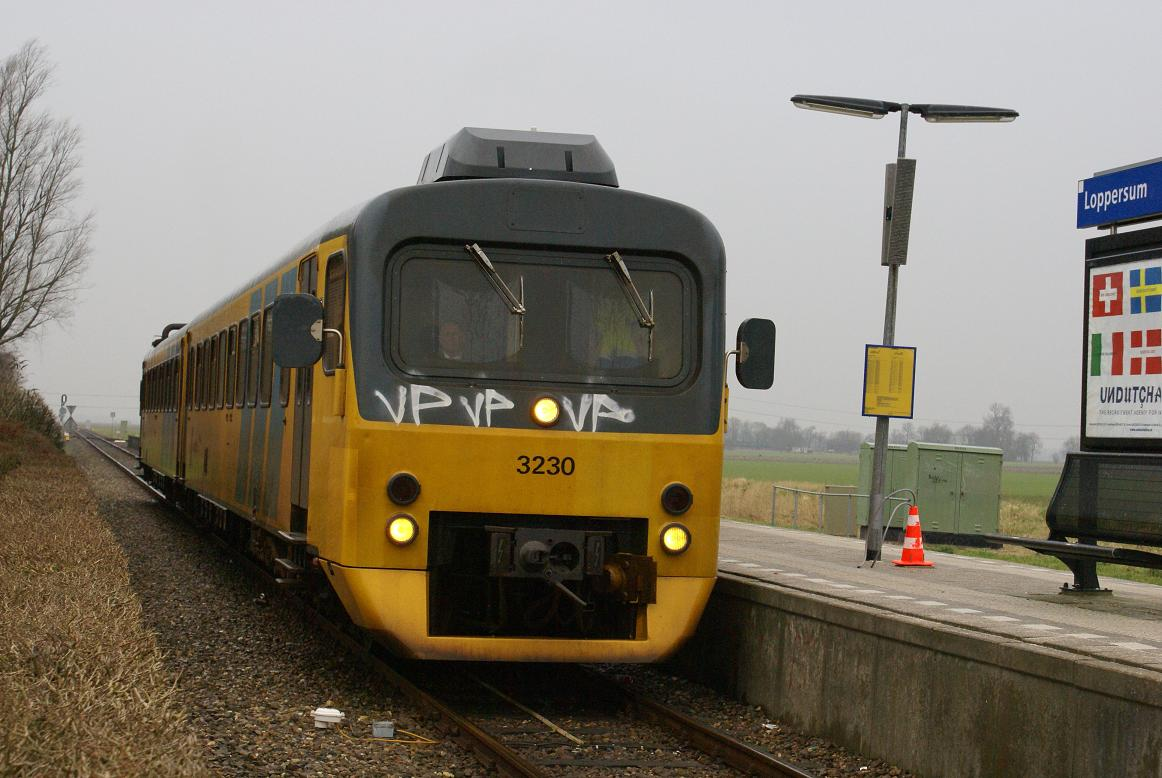
Wadloper op het station
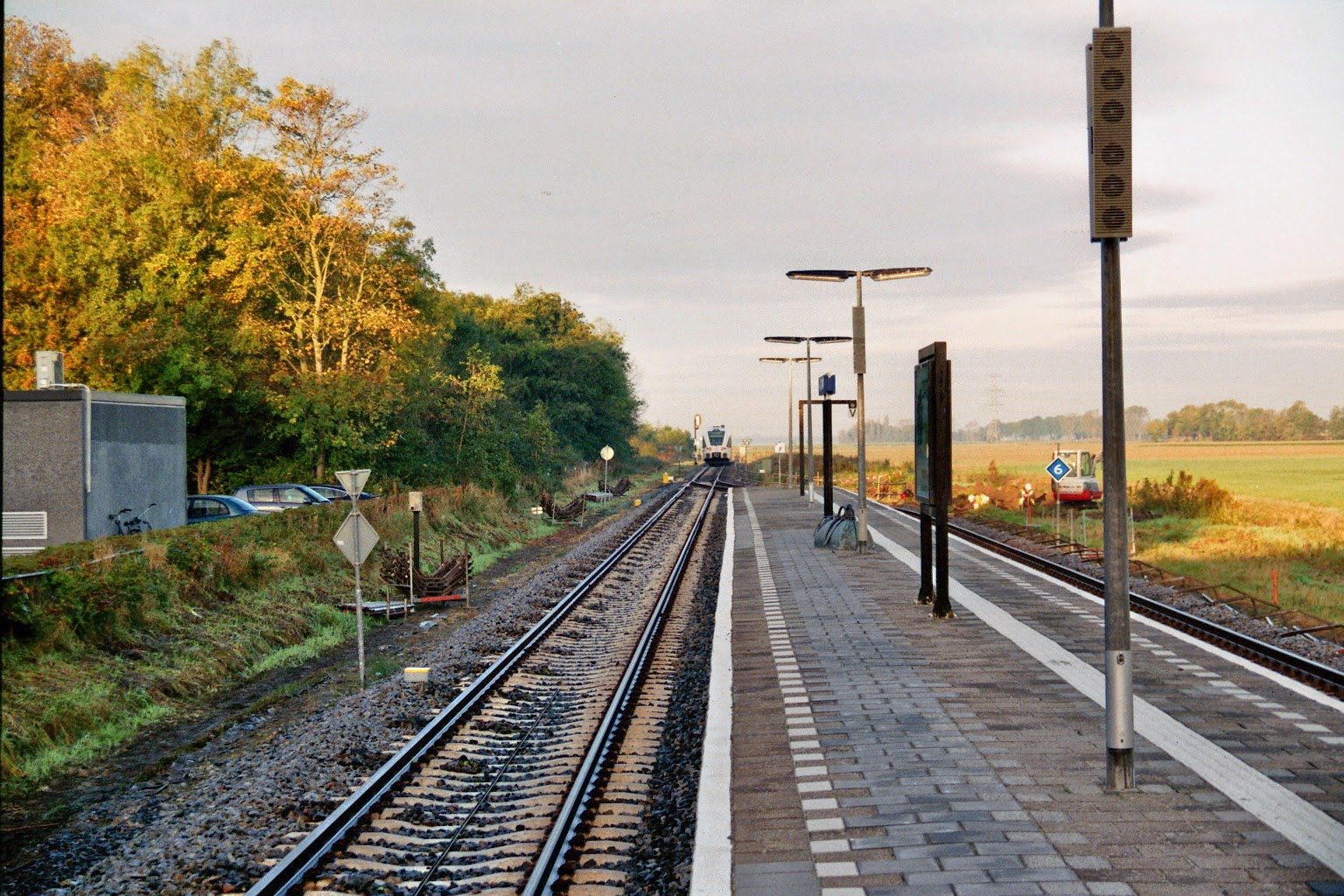
Het perron van station Loppersum. Verderop is een nog een wegrijdende Arriva Spurt (Stadler GTW) te zien. Op het perron staat een kofferkunstwerk van Chris Verbeek, die dat in 1985 in het kader van de BKR-regeling vervaardigde. In 2011 is het gerestaureerde kunstwerk teruggeplaatst op het perron
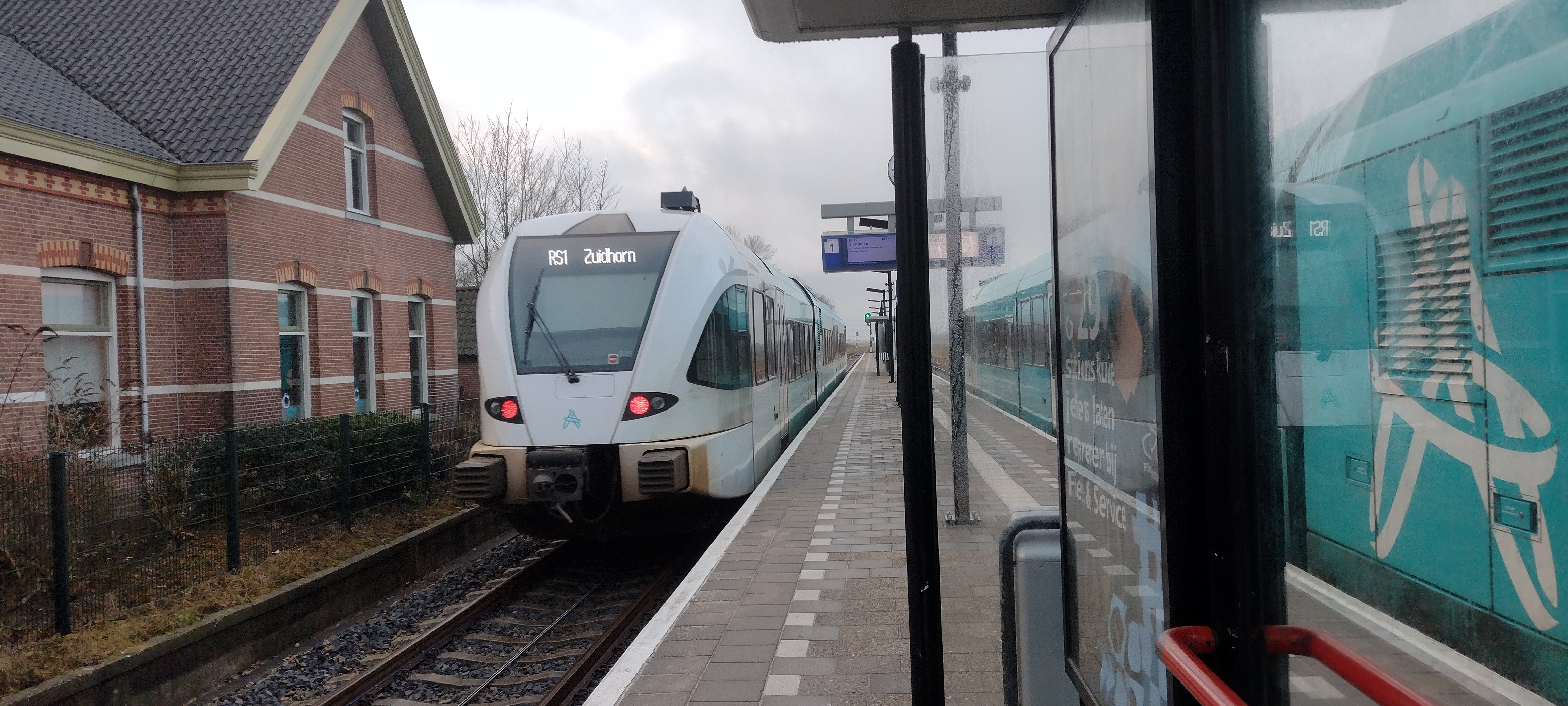
Twee Arriva GTW's op het station